# Blending (Grafik)
Unter Blending (engl. für vermischen) versteht man in der Computergrafik einen Vorgang bei der Rasterung, bei dem die Farbe eines darzustellenden Pixels mit der des bereits im Grafikspeicher vorhandenen Pixels vermischt wird.
Beim Alpha Blending wird dieser Mischprozess mit Hilfe des Alphakanals, in dem sich zusätzliche Informationen über die Transparenz eines Bildes befinden, durchgeführt. Für den einfachsten Fall gilt:
{\displaystyle C=\alpha _{A}A+(1-\alpha _{A})B}
Der neue Farbwert C berechnet sich aus dem Farbwert A des Bildes, der mit seinem entsprechenden Alpha-Wert als Faktor in die Gleichung eingeht. Der bereits vorhandene Farbwert B wird dementsprechend verkleinert, so dass die beiden Faktoren zusammen 1 ergeben. Das Ergebnis ist also nur vom Alphawert des neuen Bildes abhängig, die Transparenz des Hintergrundes spielt keine Rolle. Eingesetzt wird diese Technik unter anderem zur Realisierung von Schatteneffekten.
Beim Fog-Blending wird das darzustellende Bild dahingehend verändert, dass die Farbe alle Punkte entsprechend ihrer Entfernung vom Betrachter im dreidimensionalen Raum mit einem festen Farbton gemischt werden. Diese Technik wird vorwiegend dazu verwendet, weit entfernte Objekte in einem künstlichen Nebel verschwinden zu lassen. Zur Realisierung des Effektes bedient man sich der Entfernungsinformation der Pixel, die im Z-Buffer gespeichert ist. Dieser Wert, zusammen mit einem Blendfaktor, einer Farbe und einer einfachen Funktion bestimmen den resultierenden Farbwert. Gebräuchlich sind unter anderem einfache lineare, exponentielle aber auch logarithmische Funktionen.